# Constantin Diaconovici Loga
Constantin Diaconovici Loga (Karánsebes, 1770. november 1. – Karánsebes, 1850. november 12.) román pedagógus és író.

## Élete
Tanulását szülővárosában kezdte, a főgimnáziumot Lugoson végezte, majd Pesten jogot tanult. Tanulmányai befejezése  után hosszabb ideig a fővárosban hivatalnokként dolgozott. Ezt Pesten a macedorománoknak tanítója és kántora lett. 1812-ben Aradra hívták a román néptanítóképző tanárának, ahol eleinte nyelv- és irálytant, majd pedagógiát és metodikát adta elő. 1831. január 28-án a katonai tanács a bánáti határőrvidéki román nemzeti iskolák igazgatójává neveztette ki.
Több iskolát létesített, így Karánsebesen az előkészítő képzőintézetet, melyet később Fehértemplomba helyezett át Francisceum név alatt. A maga idejében a legkitűnőbb román pedagógus volt; a tanítás az ő módszere szerint történt, és az iskolákat egészen Craiováig (Románia) az ő reformja szerint szervezték. Leányai közül Augusta tanítónő, Ecaterina igazgatónő lett.

## Művei
- Caractere caligrafice pentru școalele poporale, Buda, 1813
- Instrucție pentru școalele românești în Bănat, Buda, 1815
- Ortografia sau Dreapta Scrisore pentru îndreptarea scriitorilor limbii Romanești, Buda, 1818 (Helyesírás, melyben értekezések vannak a nevelésről, természettudományról és az ifjúság képzéséről.)
- Chiemare la tipărirea cărților romanești și versuri pentru îndreptarea tinerilor, Buda, 1821 (Felhívás román könyvek nyomtatására és versek az ifjúság képzésére.)
- Grammatica romanească pentru îndreptarea tinerilor, Buda, 1822 (Román nyelvtan.)
- Abecedar sau Bucvar sârbesc, Buda, 1822 vagy 1824
- Octoih cu catavasieriu, Buda, 1826 (Egyházi énekeskönyv)
- Tipiconul (fordítás), Buda, 1826
- Viața Domnului nostru Isus Christos, Mântuitoriul lumii, cu 12 ilustrațiuni, Buda, 1831 (Jézus Krisztus élete)
- Tâlcuirea Evangeliilor în Duminicele învierii și ale serbătorilor, Buda, 1835 (Evangeliumok magyarázata húsvéti- és minden ünnepnapra.)
- Epistolariu Românesc, Buda, 1841 (Román levelező. A végén két történeti tanulmány van az aradi román képzőintézet és az előkészítő iskolák szervezéséről a katonai határőrvidéken.)

Kéziratban
- Istoria bibliei (az ó- és újszövetség bibliai története erkölcsi tanításokkal)
- Biografia sau viața prea sfântei fecioare Maria (Szent Szűz Mária élete)
- Plutarch pentru creșterea pruncilor (Plutarkhosz a gyermekek neveléséről)
- Belizar duca lui Justinian imperatul resăritului. Istoria romanilor (Róma története a város építésétől Konstantinápolynak a törökök által való meghódításáig)